# Bro en Brotorp
Bro en Brotorp (Zweeds: Bro och Brotorp) is een småort in de gemeente Norrtälje in het landschap Uppland en de provincie Stockholms län in Zweden. Het småort heeft 65 inwoners (2005) en een oppervlakte van 19 hectare. Eigenlijk bestaat het småort uit twee plaatsen: Bro en Brotorp. Het småort ligt aan het riviertje Broströmmen en wordt voornamelijk omringd door landbouwgrond en bos.